# Бланкенберге
Бланкенберге (на нидерландски: Blankenberge) е град в Северозападна Белгия, окръг Брюге на провинция Западна Фландрия. Населението му е около 19 879 души (2014).
Както и други крайбрежни градове в Белгия, Блакенберге е известен като морски курорт.

## Галерия
- Блакенберге през 1641
- Крайбрежието
- Класически трамвай през 1980-те